# Лоос, Теодор
Теодор Август Конрад Лоос (нем. Theodor August Konrad Loos, 18 мая 1883 — 27 июня 1954) — известный немецкий актёр эпохи немого и звукового кино. С 1913 по 1954 год снялся почти в 200 фильмах, среди которых «Нибелунги» (1924), «Метрополис» (1927), «М» (1931).

## Биография
Родился 18 мая 1883 года в Цвингенберге. Получил образование в области прикладных искусств, работал актёром в театрах Лейпцига, Данцига, Франкфурта-на-Майне. В 1912 году принят на работу в театральную труппу Макса Рейнхардта в Берлине. Вскоре после этого начал сниматься в кино, первую заметную роль сыграв в фильме Стеллана Рюэ «Ледяная невеста» (Die Eisbraut, 1913). Сыграл одну из главных ролей в популярнейшем в те времена шестисерийном фильме Отто Рипперта «Гомункулус» (Homunculus, 1916).
Лоос был универсально одарённым актёром. В театре он заработал признание великолепным владением интонацией, в кино — выразительной мимикой, благодаря которой получал наиболее сложные в отношении актёрских задач роли, требующие игры на крупном плане — Кассио в «Отелло» Димитрия Буховецкого (Othello, 1922), король Гунтер в «Нибелунгах» Фрица Ланга (Die Nibelungen, 1924), Иосафат в его же «Метрополисе» (1927), инспектор Грёбер в его же «М» (M — Eine Stadt sucht einen Mörder, 1931).
С появлением и развитием звукового кино Лоос смог реализоваться в нём в полной мере, однако общий упадок немецкого кинематографа при нацистском режиме не дал ему возможности принять участие в художественно значительных работах, которые оставили бы существенный след в истории киноискусства — и это несмотря на то, что в это время он получил статус «государственного актёра». В театре в это время он участвует в постановках классических пьес, в том числе Шекспира и Шиллера; «Пер Гюнт» с его участием выдержал 450 представлений. В кино же он играет преимущественно в пропагандистских фильмах, например печально известный «Еврей Зюсс». 
В 1945 году после падения Берлина Лоос оказывается во французской зоне оккупации. В 1947 году он добивается реабилитации и снова возвращается к театральной деятельности. Продолжая периодически сниматься в кино, он большую часть времени играет в государственном театре в Тюбингене и Штутгарте.
Теодор Лоос скончался в Штутгарте 27 июня 1954 года.